# Bistum Mandeville
Das Bistum Mandeville (lat.: Dioecesis Mandevillensis) ist eine römisch-katholische Diözese mit Sitz in Mandeville in Jamaika. Es umfasst die Parishs: Saint Elizabeth, Manchester und Clarendon. 

## Geschichte
Papst Johannes Paul II. gründete  mit der Apostolischen Konstitution Mandevillensis am 15. April 1991 das Apostolische Vikariat Mandeville aus Gebietsabtretungen des Bistums Montego Bay und Erzbistums Kingston in Jamaika und unterstellte es diesem als Suffraganbistum. 
Am 21. November 1997 wurde es zur Diözese erhoben.

## Ordinarien

### Apostolische Vikar von Mandeville
- Paul Michael Boyle CP (15. April 1991–21. November 1997)

### Bischöfe von Mandeville
- Paul Michael Boyle CP (21. November 1997–6. Juli 2004)
- Gordon Dunlap Bennett SJ (6. Juli 2004–8. August 2006)
- Neil Edward Tiedemann CP (20. Mai 2008–29. April 2016), dann Weihbischof in Brooklyn
- John Derek Persaud (seit 19. Juni 2020)